# Bactrocera diaphana
Bactrocera diaphana
 es una especie de díptero que Erich Martin Hering describió por primera vez en 1953. Bactrocera diaphana pertenece al género Bactrocera de la familia Tephritidae. 